# János Vanicsek
János Vanicsek, noto in Italia anche come Giovanni Vanicsek (Budapest, 29 ottobre 1887 – Roma, 11 settembre 1969), è stato un allenatore di calcio e calciatore ungherese, di ruolo attaccante.

## Biografia
Nel 1934 scrisse un libro intitolato Il gioco del calcio. Era il padre dell'attrice Eva Vanicek.

## Carriera

### Calciatore
È stato giocatore del Budai FC 33, squadra ungherese.

### Allenatore
Comincia al Padova nel 1932 dove rimane per tre stagioni, una delle quali in Serie B. Allena poi sempre in Italia Verona (sempre in B), Cosenza, Reggiana, Bari (in Serie A per metà stagione), al Venezia dove guidò la squadra fino alla finale di Coppa Italia 1943 poi persa contro il Grande Torino, poi di nuovo Verona, Andrea Doria (ancora in massima serie) e Pro Rovigo, dove vince il campionato di Serie C, quindi Brindisi e Adriese.
In Ungheria allenò il Phoebus prima della seconda guerra mondiale.

## Libri
- Giovanni Vanicsek, Il gioco del calcio, Padova, R. Zannoni, 1934,  p. 186.

## Palmarès

### Allenatore
- Serie C: 2

Reggiana: 1939-1940
Pro Rovigo: 1947-1948